# Alan Greenspan
Alan Greenspan (sinh ngày 6 tháng 3 năm 1926 tại Thành phố New York) là nhà kinh tế học Mỹ và là Chủ tịch Hội đồng Thống đốc Cục Dự trữ Liên bang Hoa Kỳ từ 1987 đến 2006. Ông hiện đọc những bài diễn văn và làm cố vấn tư nhân cho công ty của ông, Greenspan Associates LLC.
Sau khi được Tổng thống Ronald Reagan bổ nhiệm làm Chủ tịch Cục Dự trữ Liên bang vào tháng 8 năm 1987, ông được bổ nhiệm lại bốn năm một lần trong thời gian 19 năm. Nhiệm kỳ của ông là kỷ lục và kết thúc khi nghỉ hưu ngày 31 tháng 1 năm 2006, kế nhiệm bởi Ben Bernanke. Greenspan được khen ngợi về cách xử lý ngày Thứ Hai Đen - khủng hoảng tài chính diễn ra sau khi ông nhậm chức không lâu, cũng như về vai trò trong thời kỳ bong bóng Dot-com (bong bóng Internet) vào thập niên 1990. Tuy nhiên, sự mở rộng này bị "bùng nổ" vào tháng 3 năm 2000, sau đó có suy thoái kinh tế bắt đầu từ cuối năm 2000 cho đến 2002.
Từ năm 2001 cho đến khi nghỉ hưu, ông càng bị chỉ trích về những lời phát biểu được hiểu là không thuộc quy định tiền tệ, phạm vi truyền thống của Cục Dự trữ Liên bang, và bị người khác nghĩ rằng ông ủng hộ nhiều quá những quy định của Tổng thống George W. Bush và những quy định mà có thể dẫn đến bong bóng tài sản tại nước Mỹ vào thập niên 2000. Tuy nhiên, vào thời kỳ đó, Greenspan vẫn được coi là chuyên gia đứng đầu về điều tiết kinh tế và tiền tệ Mỹ, và vẫn còn nhiều ảnh hưởng cho đến ngày nay.

## Tham số
- Woodward, Bob (2001). Maestro: Alan Greenspan and the American Boom (bằng tiếng Anh). Simon & Schuster. ISBN 0-7432-0412-3. {{Chú thích sách}}: Đã định rõ hơn một tham số trong |author= và |last= (trợ giúp)
- Tuccille, Jerome (2002). Alan Shrugged: Alan Greenspan, the World's Most Powerful Banker (bằng tiếng Anh). John Wiley & Sons. ISBN 0-471-39906-X. {{Chú thích sách}}: Đã định rõ hơn một tham số trong |author= và |last= (trợ giúp)
- "After Alan". The Economist (bằng tiếng Anh). Tập đoàn Economist. 15 tháng 10 năm 2005. tr. 29. {{Chú thích báo}}: Kiểm tra giá trị ngày tháng trong: |date= (trợ giúp)
- "Alan Greeenspan to consult for Deutsche Bank Corporate and Investment Bank" (Thông cáo báo chí) (bằng tiếng Anh). Deutsche Bank. ngày 13 tháng 8 năm 2007.
- Martin, Justin (2000). Greenspan: The Man behind Money (bằng tiếng Anh). Cambridge, Massachusetts: Perseus Books. ISBN 0738202754. {{Chú thích sách}}: Đã định rõ hơn một tham số trong |author= và |last= (trợ giúp)
- Batra, Ravi (2005). Greenspan's Fraud: How Two Decades of His Policies Have Undermined the Global Economy (bằng tiếng Anh). Thành phố New York: Palgrave Macmillan. ISBN 1403968594. {{Chú thích sách}}: Đã định rõ hơn một tham số trong |author= và |last= (trợ giúp)
- Baxter, Sarah (ngày 23 tháng 9 năm 2007). "Sarah Baxter meets Alan Greenspan". The Sunday Times (bằng tiếng Anh). News International. Bản gốc lưu trữ ngày 7 tháng 10 năm 2008. Truy cập ngày 25 tháng 9 năm 2007. {{Chú thích báo}}: Đã định rõ hơn một tham số trong |author= và |last= (trợ giúp)